# Ejn Gedi
Ejn Gedi (též Én-gedi; hebrejsky עֵין גֶּדִי‎) je oáza, přírodní rezervace a národní park v Izraeli, nacházející se západně od Mrtvého moře, poblíž Masady a archeologického naleziště Kumrán.
Přírodní rezervace Ejn Gedi je známá pro své jeskyně, prameny a bohatou biodiverzitu. O tomto místě lze nalézt hodně zmínek v Bibli. Například Píseň písní jej zmiňuje „Hroznem henny je pro mne můj milý v éngedských vinicích.“ Podle židovské tradice se do zdejších jeskyní před Saulem ukryl David: „David odtud vystoupil a usadil se na nepřístupných vrcholcích u Én-gedi.“
V roce 1956 byl zhruba kilometr od oázy založen stejnojmenný kibuc. Ten nabízí různé turistické atrakce a využívá místní počasí a dostatek přírodní vody k pěstování mimosezónních plodin. Před založením kibucu se v oblasti Ejn Gedi nacházela místa, která nebyla obydlena po více než 500 let.

## Dějiny
Původní židovské město Ejn Gedi bylo významným zdrojem balzámu pro řecko-římský svět, a to až do jeho zničení byzantským císařem Justiniánem I., v rámci pronásledování Židů v jeho říši. Dodnes se zachovala mozaika ze zdejší synagogy postavené v době rozkvětu města, včetně judeo-aramejského nápisu, varujícího obyvatelé před „odhalením tajemství města“ – metod pro extrakci a přípravu velmi ceněného pryskyřicového balzámu – okolnímu světu.
Od 13. století až do války za nezávislost bylo Ejn Gedi v různých obdobích osídleno jak Židy, tak Beduíny.
V dubnu 1848 vedl poručík William Francis Lynch americkou expedici dolů řekou Jordán do Mrtvého moře. Po „objevení“ Ejn Gedi jej přejmenoval na pramen George Washingtona. V březnu 1949 v rámci Operace Jicuv dobyla Ejn Gedi izraelská armáda.

## Národní park Ejn Gedi
Národní park Ejn Gedi byl založen v roce 1972 a je jedním z nejdůležitějších rezervací v Izraeli. Park se nachází při východní hranici Judské pouště u pobřeží Mrtvého moře a rozkládá se na celkové ploše 25 km². Nadmořská výška se pohybuje od úrovně Mrtvého moře (–418 m n. m.) po náhorní plošiny Judské pouště (200 m n. m.).

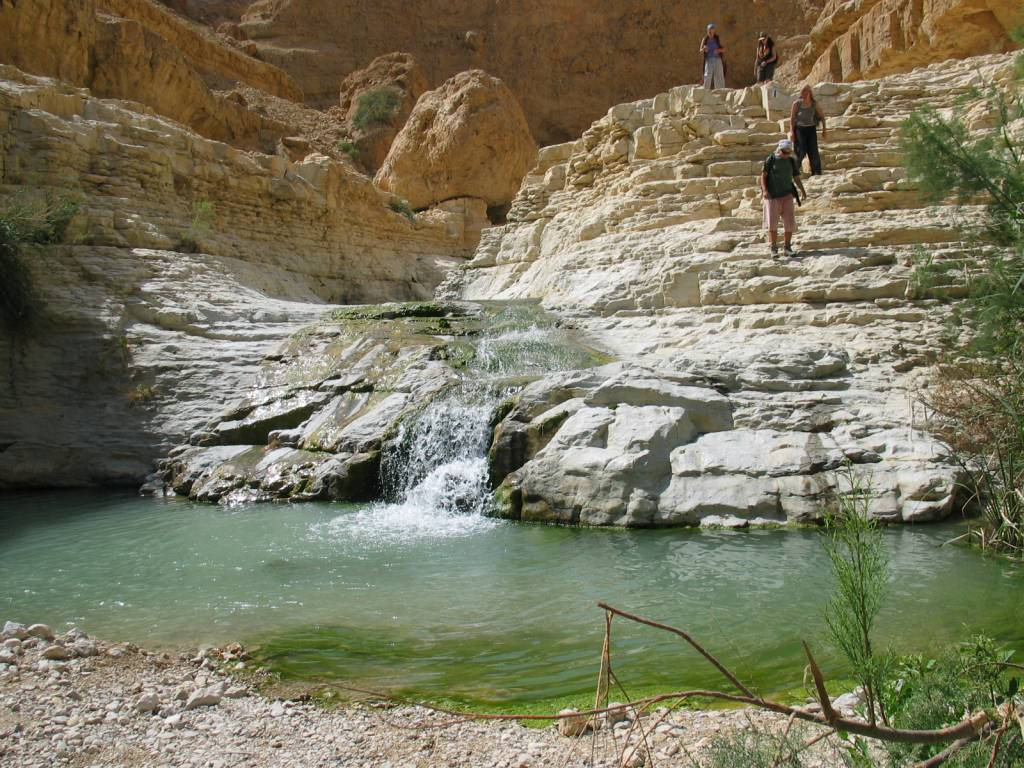
Nachal Arugot

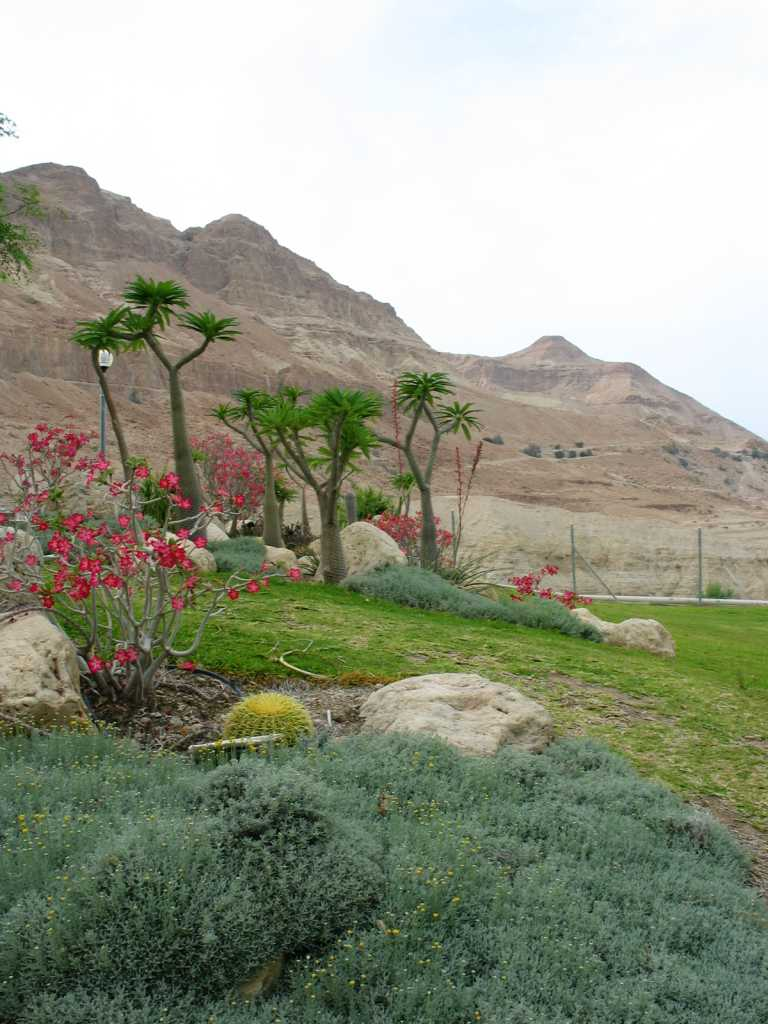
Botanická zahrada v kibucu Ejn Gedi

V národním parku se nacházejí dva potoky s celoročním průtokem: Nachal David (Davidův potok) a Nachal Arugot (Arugotský potok). Do rezervace dále tečou vody pramenící v pramenech Šulamit a Ejn Gedi. Na počátku 21. století vyteče ze zdejších pramenů ročně zhruba na 3 miliony m³. Většina této vody je použita v zemědělství, či je balena pro spotřebu.
Park je útočištěm pro mnoho druhů rostlin, ptáků a živočichů. Vegetace zahrnuje rostliny a stromy z tropických, pouštních, středomořských a stepních oblastí, jako například sodomské jablko (Calotropis procera), akácie (Acacia) či cicimek datlový (Ziziphus zizyphus). Mnoho druhů místního ptactva je každoročně doplňováno více než 200 dalšími druhy, které se zde zastavují během migrace na jaře a na podzim. Mezi zdejší druhy savců patří kozorožci a damani.
V létě roku 2005 lehly téměř dvě třetiny parku popelem poté, co turista během návštěvy parku upustil cigaretu.

## Botanická zahrada
Ve zdejším kibucu se nachází mezinárodně uznávaná botanická zahrada rozkládající se na ploše deseti hektarů. Je zde možné nalézt více než 900 rostlinných druhů z celého světa.